# 井上みゆ
井上 みゆ（いのうえ みゆ、9月16日 - ）は、日本の女性歌手、声優、ナレーター。神奈川県出身。血液型はO型。愛称はみゆぼん。

## 人物
金沢大学附属病院にて生まれる。その後、家庭の事情でシンガポールへ引越。
本職はナレーター。他にPCゲームの主題歌のボーカル、声優としても活躍し、多くのファンを獲得している。
彼女が参加したあべにゅうぷろじぇくとが有名である。
趣味は読書、株、ボードゲームなど。

## 出演

### テレビアニメ
- 真・恋姫†無双 〜乙女大乱〜（2010年、孟獲）

### ゲーム
- セガエイジス2500シリーズ Vol.7 コラムス（2003年、キューレ）
- ぴゅあぴゅあ 耳としっぽのものがたり（2005年、ひなた）
- 魔女っ娘ア・ラ・モードII 〜魔法と剣のストラグル〜（2007年、マリー）
- Sugar+Spice! 〜あのこのステキな何もかも〜（2008年、早乙女司）
- さくらさくら -HARU URARA-（2010年、新田晶）
- end sleep（2018年、東條翠）
- さくらさくら（2018年、新田晶）

### ドラマCD
- 東京探偵姫〜残光の剣士・沖田総司〜（2009年、仲根薫子）
- めぐる季節のなかで 春冬編 / 夏秋編（2015年、ローズ）

### ナレーション
- PS2「森田将棋」ナレーション

## ディスコグラフィ

### 歌手参加楽曲
| 発売日        | 商品名                                                      | 歌       | 楽曲                                             | 備考                                       |
| ------------- | ----------------------------------------------------------- | -------- | ------------------------------------------------ | ------------------------------------------ |
| 2004年8月25日 | inlay                                                       | 井上みゆ | 「きゃんでぃ☆デート!!」 「夏だねっCHU☆アイス!!」 |                                            |
| 2008年3月26日 | milktub 15th ANNIVERSARY BEST ALBUM BPM200 ROCK'N'ROLL SHOW | 井上みゆ | 「MO!NO!」                                       | PCゲーム『モノごころ、モノむすめ。』主題歌 |
| 2009年7月3日  | Ayai Factory Selection Vol.1 PROLOGUE                       | 井上みゆ | 「祈り」                                         |                                            |

### その他参加楽曲
| 発売日        | 商品名            | 歌                 | 楽曲                                | 備考 |
| ------------- | ----------------- | ------------------ | ----------------------------------- | ---- |
| 2011年3月13日 | 幻想郷School Days | 井上みゆ、小倉結衣 | 「きゅんきゅん☆初めてのお・賽・銭」 |      |

#### 2005年
- 「きまぐれ☆シュガー!!」（あべにゅうぷろじぇくと マキシシングル「あべにゅうぷろじぇくとe.p.」収録）

#### 2006年
- スロット「快盗天使ツインエンジェル」主題歌「ラブリー☆えんじぇる!!」（あべにゅうぷろじぇくと）

#### 2007年
- ユニゾンシフト「Chu×Chuアイドる」主題歌「恋するトキメキ」
- チュアブルソフト「Sugar+Spice!」主題歌「I can」
- ユニゾンシフト「Chu×Chuぱらだいす 〜Encore Live〜」主題歌「スウィートライフ」
- 脳内彼女「幼馴染はベッドヤクザ!」主題歌「1×8ラブバレット」（いっぱちらぶばれっと）

#### 2008年
- sugar pot「WIZARD GIRL AMBITIOUS」主題歌「今こそAmbitious」
- 蛇ノ道ハ蛇ソフト「乳忍者レボリューション 〜彼女たちを調教せよ〜」主題歌「悲しみパトリオットGirl」
- OVA『快盗天使ツインエンジェル』/ビジュアルノベル『快盗天使ツインエンジェル 幻の少女』主題歌「エンジェルらいくに☆LOVEりたいっ!!」
- team Love Bullets「Love Bullets」アルバム（電気街おみやげシリーズ第1弾）

#### 2009年
- team Love Bullets「Love BulletsII」アルバム（電気街おみやげシリーズ）
- 脳内彼女「シスターまじっく」主題歌「どめすてぃっく・LOVE・まじっく」
- LOVER SOUL「姫さまはプリンセス」主題歌「Call my name」
- mana「ANGEL MAGISTER」主題歌「O.SHI.E.TE.トゥルー☆はぁと」
- 脳内彼女「嘘デレ!」主題歌「Native Heart」
- パチスロうる星やつら2 青７ 赤７BIG曲「COSMIC×L.O.V.E 」

#### 2011年
- 「自作!×自演!×乙!＝マッチポンプガール!!」（あさ出版単行本「マッチポンプ売りの少女」CMソング・リリース）